# Trinotiscus susuanus
Trinotiscus susuanus är en stekelart som beskrevs av Boucek 1988. Trinotiscus susuanus ingår i släktet Trinotiscus och familjen puppglanssteklar.
Artens utbredningsområde är Papua Nya Guinea. Inga underarter finns listade i Catalogue of Life.